# 叶向高
叶向高（1559年9月1日—1627年10月7日），字进卿，号台山，晚号福庐山人，福建福州府福清县人，明朝政治人物，萬曆十一年進士。万历天启年間官至內閣首輔。

## 生平
祖父葉廣彬、父葉朝榮。其母林夫人怀孕时逢倭寇入侵，四处奔波逃难，生叶向高于道旁败厕中，故得小名廁仔。林夫人怀抱叶向高幼时多次遇到倭寇，他人均弃子逃生，林夫人不忍弃之，叶向高最终幸运地活了下来。叶向高五岁开始启蒙，十分聪敏，人称神童，七岁正式读书。隆慶元年（1567年）“诏选郡国廪生入太学”，叶向高随入选的父亲叶朝荣进京。
隆慶三年（1568年）叶朝荣名落孙山，叶向高跟随父亲返回家乡，在福州读书。隆慶五年（1570年）叶向高首次参加县试，颇受赞赏。万历七年（1579年）福建乡试中第二十五名举人。万历十一年（1583年）登癸未科进士，授庶吉士。万历十三年（1585年）为翰林院编修。萬曆十四年（1586年）五月，因父亲去世，叶辞官回乡守孝。万历十八年（1590年）复起，但不久就得知母亲病逝，次年春回家奔丧。
万历二十二年（1594年）叶向高回京补官，任国子监司业，期间受到国子监师生的爱戴，两年后方从哲接替叶向高出任国子监司业。万历二十五年（1597年）叶向高升任右谕德，次年被召为左庶子。当时太子朱常洛缺讲官，郭正域和张位推荐叶向高接任，但沈一贯以闽人不得作讲官为由反对。不久首辅赵志皋直接奏请叶向高接任太子侍班官，为台江讲解对句、书法和字意，太子颇喜叶向高的讲解，但沈一贯从此对叶更为不满。

### 任职南京
万历二十四年（1596年）起，为增加财政收入，明神宗陆续派出太监为矿监、税使，到各地“开矿榷税”，此举损害了工商业集团利益，且所派税使常搜括钱财作威作福，激起多次民变。叶向高甚为关注矿税问题，他上疏举汉灵帝开西邸卖官获钱的例子以反对矿税，请求罢免激起民变的辽东税使高准。
万历二十七年（1599年）叶向高结识了在南京传教的耶稣会士利玛窦。后来他进入内阁后，还曾拨冗两次会见利玛窦。万历三十八年（1610年）利玛窦去世后，叶向高十分悲痛，力主賜葬地给利玛窦神父，为此说道：“姑勿论其他，即其所译《几何原本》一书，即宜钦賜葬地矣”。
万历三十二年（1604年）第二次妖书案发生，内阁大臣间的派系之争公开化。叶向高私下致信首辅沈一贯，希望他不要借妖术案兴大狱，株连无辜，引起沈一贯的不满，受沈抑制，未得升迁为南京礼部尚书。

### 独相七年
万历三十四年（1606年）首辅沈一贯和次辅沈鲤均辞职，内阁中只剩朱赓一人，明神宗只得下令增选阁臣。次年五月，叶向高晋礼部尚书兼东阁大学士，本当与王锡爵、于慎行、李廷机共同进入内阁成为宰辅。但王锡爵坚辞不出，于慎行未履任即去世，次年首辅朱赓又病逝，次辅李廷机因受言官集团攻击，索性称病杜门不出。这样本来应该的五人内阁变成了叶向高一人处理政务，叶也不得已开始了自己的“独相”生涯。
在六年多的内阁生涯中，叶向高一方面维持行政基本运行，调停明神宗和言官矛盾，一方面不断上疏，希望能解决數个问题。
一．针对越来越激起地方极大反对的矿税，极力主张停止收取矿税，至少应尽快严查大肆扰民的矿监，以平息民变。
二．针对萬曆怠政导致的阁臣和六部办事人员纷纷辞官，而考核完毕的官员无法升迁的官员缺乏现状，希望尽快推选贤能入阁，以保证行政命令的执行。即叶向高所说的“大臣者，小臣之纲。今六卿止赵焕一人，而都御史十年不补，弹压无人，人心何由戢？”但叶向高所疏基本都未被神宗回复，“然其言大抵格不用，所救正十二三而已”。
三．針對建州努爾哈赤的崛起，葉向高支持李化龍加強遼東軍備的提議，並指「今日邊疆之事，惟建夷最為可憂，度其事勢，必至叛亂。而今九邊空虛，亦惟遼左最甚。昨李化龍告臣，謂此酋一動，勢必不支，遼左將拱手而授之虜。即使發兵救援，亦無所及。乞下廷臣作何計較，再行區處」，但其意見不獲明神宗理睬。

### 福王就藩事件
明神宗一直宠爱郑皇贵妃之子朱常洵，在各方压力下才立长子朱常洛为太子，封朱常洵为福王。但万历将福王长期留在京师，却有五年不给太子指派讲官，使得朝野议论纷纷。萬曆四十年（1612年）南京各道御史上疏：“台省空虛，諸務廢墮，上深居二十余年，未嘗一接見大臣，天下將有陸沉之憂。” 而葉向高說：“不奉天顏久，而福王一日兩見。”。在群臣敦请下，万历只得同意福王就藩，前往洛阳，但又提出必须让福王庄田达到四万亩，才允许福王就藩。叶向高直言“田四万顷，必不能足，之国且无日，明旨又不信于天下矣。”并举世宗不立太子，致使神宗的父亲穆宗朱载坖和景王互相猜疑的事例加以劝说。
正在神宗未决之时，发生了锦衣卫百户王曰乾告郑贵妃内侍和妖人串通诅咒皇太后、皇太子死，拥立福王的事件。神宗震怒，史载“绕殿行半日，曰：此大变事，宰相何无言？” 内侍即跪上叶向高的奏章，叶向高认为此事和妖书案类似，如大加追究，必惹大乱，皇帝不需慌張，一方面让人审问王曰乾，一方面确定福王就藩的确切日期即可。神宗此次完全接受了叶向高的意见，确定了福王就藩日期。但不久受到郑贵妃影响，重下新手谕要福王留到第二年冬天，叶向高留谕旨不宣。万历派宦官去督促叶向高下谕，叶却封还手谕，拒不从命，神宗无奈，只得同意福王按时就藩。
由于党争渐烈，所提的建议又不被神宗采纳，叶向高深感自己已无能为力，在推荐了方从哲和吴道南之后，他便多次上疏坚决请求辞官，神宗却又多次不允，叶向高只得勉力支撑局面，一直到万历四十二年（1614年）神宗才下令晋叶向高少师兼太子太师，致仕。闲居在家的叶向高对日本抱有高度的警惕。万历四十四年（1616年）他写信推荐老友沈有容，之后几年一直表现出对日本想占领台湾的担忧。

### 复起到再次辞官
明光宗泰昌元年（1620年）家居六年后的叶向高被召重入内阁，尚未动身，光宗病死，即位的明熹宗继续催促叶向高返朝。天啟元年（1621年）十月，叶向高重任首辅，随即请发内帑二百万加强辽东防御，熹宗准奏。不久，魏忠贤开始执掌司礼监，逐贤臣吏部尚书周嘉谟，大学士刘一燝请归，叶向高为刘鸣不平，开始遭到魏忠贤记恨。随后叶向高不断保护了一些正直的言官，如帅众、陳良训等幸免于难，但在王化贞和熊廷弼对辽东防务的争论中，叶向高作为王化贞的坐师，对其颇为维护，助长了两人的不合。
天啟四年（1624年）魏黨之势日盛，开始大肆迫害东林党人。魏党王绍徽编制了《东林点将录》，叶向高因是朝中清流的代表，被列为东林党首魁，附比于“及时雨”。六月，杨涟上疏弹劾魏忠贤，叶向高认为魏忠贤不易除，仍应以调和为主。叶向高的外甥、御史林汝翥鞭笞魏忠賢的手下，魏忠賢聞知大怒，准备逮捕林汝翥。林汝翥事先得知，逃到遵化，魏忠贤遂派人围住首辅叶向高的宅院大肆搜捕，派很多宦官围住叶向高府邸鼓噪，“中官围阁臣第，二百年来所无”，叶向高眼见朝政不可為，遂請辭二十餘次，於同年七月致仕。
天啟七年（1627年）四、五月间，叶向高、曹学佺和艾儒略三人进行了两天的讨论，叶曹站在儒家立场，对天主教这种舶来信仰提出疑问，艾儒略则一一作答，史称“三山论学”。六月，叶向高回到家乡，八月廿九（10月7日）病逝，享壽六十九岁。崇祯元年（1628年）崇祯帝即位，在诛杀魏忠贤後，追赠葉向高为太师，谥文忠。

## 評價
《東林列傳》：「熹宗之朝，群奸扰攘，百佞森立，即使周公为政，安能辅此童昏之君，制此虎狼之众哉？况台山先生乎？然台山在而调护清流，尚可苟延国脉，至台山去，而有明亡矣。」
《明史》：「向高為人光明忠厚，有德量，好扶植善類。再入相，事沖主，不能謇直如神宗時，然猶數有匡救」、「熹宗初，葉向高以宿望召起，海內正人倚以為重，卒不能有所匡救。蓋政柄內移，非一日之積，勢固無如何也。」

## 成就和著作
叶向高工书法，尤专精草书。著作颇丰，有《纶扉奏草》30卷，《续纶扉奏草》14卷，《光宗实录》8卷，《蘧编》20卷，《纶扉奏草》10卷，《后纶扉奏草》10卷，《苍霞草》20卷，《苍霞續草》22卷，《苍霞余草》14卷，《苍霞诗草》8卷，《说类》60卷，《参补古今大方诗经大全》14卷，《玉堂纲鉴》72卷，《福清县志》4卷，《宫词》4卷，《福庐灵岩志》3卷。

## 遺跡
今福州朱紫坊有叶向高故居。福清市还保存有叶相宅，在向高街，今只存后花园，假山池桥亭榭的布局和构思都可称明代园林的杰作，90年代后期大面积改造后辟为公园，已不复旧貌，殊为可惜。另有御赐“黄阁重伦”坊，以彰显叶向高两次入阁为輔的经历。此坊近处又有全石雕砌的利桥塔，宝鞭六面，重詹七层，高逾30多米，甚是宏伟。传为叶向高之子所造，是珍贵的明代石料建筑的实物资料。福清后叶村也有叶向高故居，里面还悬挂许多牌匾，现是叶氏宗祠.

## 家族
曾祖葉士嚴。祖父葉廣彬（1491年－1572年），字大宜，一说字大益，号月窗、月庵。寿官，封知州。中年喪妻，未再續弦。
父叶朝荣（1515年－1586年），字良时，号桂山，官至广西养利州知州，有清名，祀名宦。為葉廣彬獨子。
大弟 葉向亮；二弟 葉向永；三弟 葉向亨；另二姐妹。
长子叶成学（1578年－1614年），字汝习，曾任尚宝司丞。